# Rut Plouda-Stecher
Rut Plouda-Stecher (* 18. August 1948 in Tarasp; Aussprache [ru:t 'plou̯dɐ]) ist eine bündnerromanische Lyrik- und Prosaautorin und schreibt im Unterengadiner Idiom Vallader.

## Leben und Wirken
Rut Plouda kam am 18. August 1948 in Tarasp als dritte von vier Lehrerstöchtern zur Welt. Nach der obligatorischen Schulzeit besuchte sie das Lehrerseminar in Chur. Danach arbeitete sie als Lehrerin in Savognin (1971/1972) und Ftan (seit 1972). Dort lernte sie ihren späteren Mann kennen und führte mit ihm zusammen einen Landwirtschaftsbetrieb. Sie bekam drei Kinder, zwei Töchter und einen behinderten Jungen.
Rut Plouda hat ihre ersten Gedichte schon zur Sekundarschulzeit geschrieben. Die Schriftstellerei war schon seit früher Jugend ihr Traum. Vorsichtig publizierte sie ihre Texte zunächst unter einem Pseudonym.
Ihr eigener Sohn Andris (1977–1996), der das Downsyndrom hatte und als junger Erwachsener starb, war Auslöser und Grundlage für ihre Erzählung Wie wenn nichts wäre. Das Buch besteht aus gut vierzig Prosaabschnitten, die sich zu einem Ganzen fügen und die Beziehung zwischen einer Mutter und ihrem Sohn Joannes schildern. Im folgenden Textauszug, wie auch im übrigen Text steht der Inn als Metapher für die Vergänglichkeit:

“E cagiò l’En cun si’aua e l’uffant chi cuorra sur la punt da lain cuernada via e’s ferma pro ün dals cuccars. E la punt as metta planin in movimaint, lura adüna plü svelt e va eir ella cull’aua da l’En vers la storta gronda, e davo la storta, là es il mar. Inchün cloma, l’uffant as volva, la punt as ferma e tuorna subit a lö. Be l’En va inavant.”

„Und unten der Inn mit seinem Wasser, und das Kind, das über die gedeckte Holzbrücke rennt und vor einem der Gucklöcher stehenbleibt. Und die Brücke setzt sich langsam in Bewegung, wird dann immer schneller, zieht mit dem Wasser des Inns der grossen Krümmung entgegen und hinter der Krümmung, da ist das Meer. Jemand ruft, das Kind dreht sich um, die Brücke hält an und kehrt sofort an ihren Ort zurück. Nur der Inn fliesst weiter.“

Das Hörbuch zu Wie wenn nichts wäre ist das erste Hörbuch in Vallader und das zweite in Bündnerromanisch überhaupt.
Rut Plouda verfasste immer wieder Beiträge für Radio Rumantsch und war als Lehrmittelautorin tätig.
Rut Ploudas Gedicht Mias s-charpas (deutsch Meine Schuhe) wurde von der Liedermacherin Corin Curschellas und von der Rock-Gruppe Ils Bulais vertont. Das Gedicht Fanzögnas wurde von der Deutschschweizer Gruppe TrioFalsa vertont.
Rut Plouda steht im literarischen Austausch mit der im nahen Sent wohnhaften, deutschen Autorin Angelika Overath. Sie ist u. a. Mitglied der Uniun da scripturas e scripturs rumantschs.

## Publikationen
- La bos-cha tuorna a flurir. Prosa. Kinder- und Jugendbuch. Chur: OSL, 1984.
- Viver, Amur, Davant il spejel. Gedichte. 1984.
- Föglias aint il vent. Gedichte. Eigenverlag, Flims 1986.
- Poesias. Rut Plouda-Stecher und Carolina Bearth-Stecher. Verlag Uniun dals Grischs, 1986.
- Sco scha nüglia nu füss. Octopus, Chur 2001, ISBN 3-279-00538-8.
- Sco scha nüglia nu füss. / Wie wenn nichts wäre. Hörbuch. Chasa Editura Rumantscha, Chur 2011, ISBN 978-3-905956-07-8.

## Preise
- 1991: Förderpreis des Kantons Graubünden
- 1986, 2000: Aufträge Pro Helvetia
- 2001: Bündner Literaturpreis Stiftung Milly Enderlin
- 1994, 2001: Preis der UBS
- 2001: Schillerpreis